# Struxdorf
Struxdorf (dänisch Strukstrup) ist eine Gemeinde im Kreis Schleswig-Flensburg in Schleswig-Holstein.

## Geographie

### Geographische Lage
Das Gebiet der Gemeinde Struxdorf erstreckt sich ausgehend von der Wellspanger Au in nördlicher Richtung bis zur Ekeberger Au im Nordwesten. Es liegt im Bereich des Naturraums Angeln, dem nördlichsten  Abschnitt des Schleswig-Holsteinisches Hügellandes zwischen der Flensburger Förde und der Schlei.

### Ortsteile
Neben dem namengebenden Ort liegen ebenfalls Arup (dänisch Årup), Bellig (dänisch Balle), Boholz (dänisch Byskov oder Boholt), Ekeberg (dänisch Egebjerg), Ekebergkrug (dänisch Egebjergkro), Hollmühle (dänisch Holmølle), Koltoft (Dänische Sprache auch Kåltoft), Rabenholz (dänisch Ravnholt), Scharrerie (dänisch Skarreryd) und Treholz (dänisch Treholt) im Gemeindegebiet.

## Geschichte
Struxdorf wurde erstmals 1352 schriftlich erwähnt. Der Ortsname setzt sich zusammen aus dän. bøl (dt. büll) für eine Siedlung und dem Personennamen Struk, möglich ist auch eine Herleitung aus sønderjysk und niederdeutsch struk für Strauch. Das zur Gemeinde gehörende Dorf Hollmühle (dän. Holmølle, angeldän. Hålmøhl) wurde erstmals 1649 erwähnt. Der Ortsname setzt sich aus altnordisch hol(r) für Loch (im heutigen Dänisch hul) und dän. -mølle für Mühle zusammen und verweist auf eine frühere Wassermühle an der Ekeberger Au. Bellig (Balle) wurde erstmals 1457 erwähnt. Der Name geht auf altdän. balghe, bælgæ (neudän. balle) zurück und beschreibt eine Erhöhung.
Die St.-Georgs-Kirche in Struxdorf ist ein spätromanischer Bau aus dem frühen 13. Jahrhundert und eines der ältesten Gotteshäuser im Amtsbereich. Als Namensgeber der Struxdorfharde gehört die Gemeinde zu den alten Urkirchspielen Angelns. Deshalb ist es denkbar, dass schon vor dieser eine Kirche dort gestanden hat, von der aber nichts überliefert ist.
Zum Ende des Zweiten Weltkrieges, im Mai 1945, ließ sich die letzte Reichsregierung unter Karl Dönitz im zwanzig Kilometer entfernten Sonderbereich Mürwik nieder. Der bekannte nationalsozialistische Karikaturist Hans Herbert Schweitzer, gehörte zu den verbliebenen NS-Größen, die in Folge in Richtung Flensburg flüchteten. Er ließ sich zum Kriegsende in der Gemeinde Struxdorf im Dorf Hollmühle nieder.

## Politik

### Gemeindevertretung
Bei der Kommunalwahl am 14. Mai 2023 wurden insgesamt neun Sitze vergeben. Die Freie Wählergemeinschaft Struxdorf und die CDU erhielten je vier Sitze und die SPD einen Sitz.

### Bürgermeister
Für die Wahlperiode 2013–2018 wurde Dieter Thiesen (FWS) als Nachfolger von Georg Lass zum Bürgermeister gewählt.
Bei der Kommunalwahl am 6. Mai 2018 wurde Dieter Thiesen (FWS) für weitere fünf Jahre im Amt bestätigt.
2023 wurde Dörte Truelsen (FWS) als Nachfolgerin von Dieter Thiesen zur Bürgermeisterin gewählt.

### Wappen
Blasonierung: „In Silber eine grüne Eiche.“

## Wirtschaft
Im Ortszentrum befinden sich mehrere kleine Gewerbebetriebe, ein Sägewerk sowie ein Dienstleister im Kinder- und Jugendhilfebereich und eine Psychologische Praxis für Kinder und Jugendliche. Die Außenbereiche sind eher landwirtschaftlich strukturiert.
Im Ortsteil Bellig befindet sich eine Schmiede aus dem Jahre 1850, in der heute noch gearbeitet wird.

## Sehenswürdigkeiten

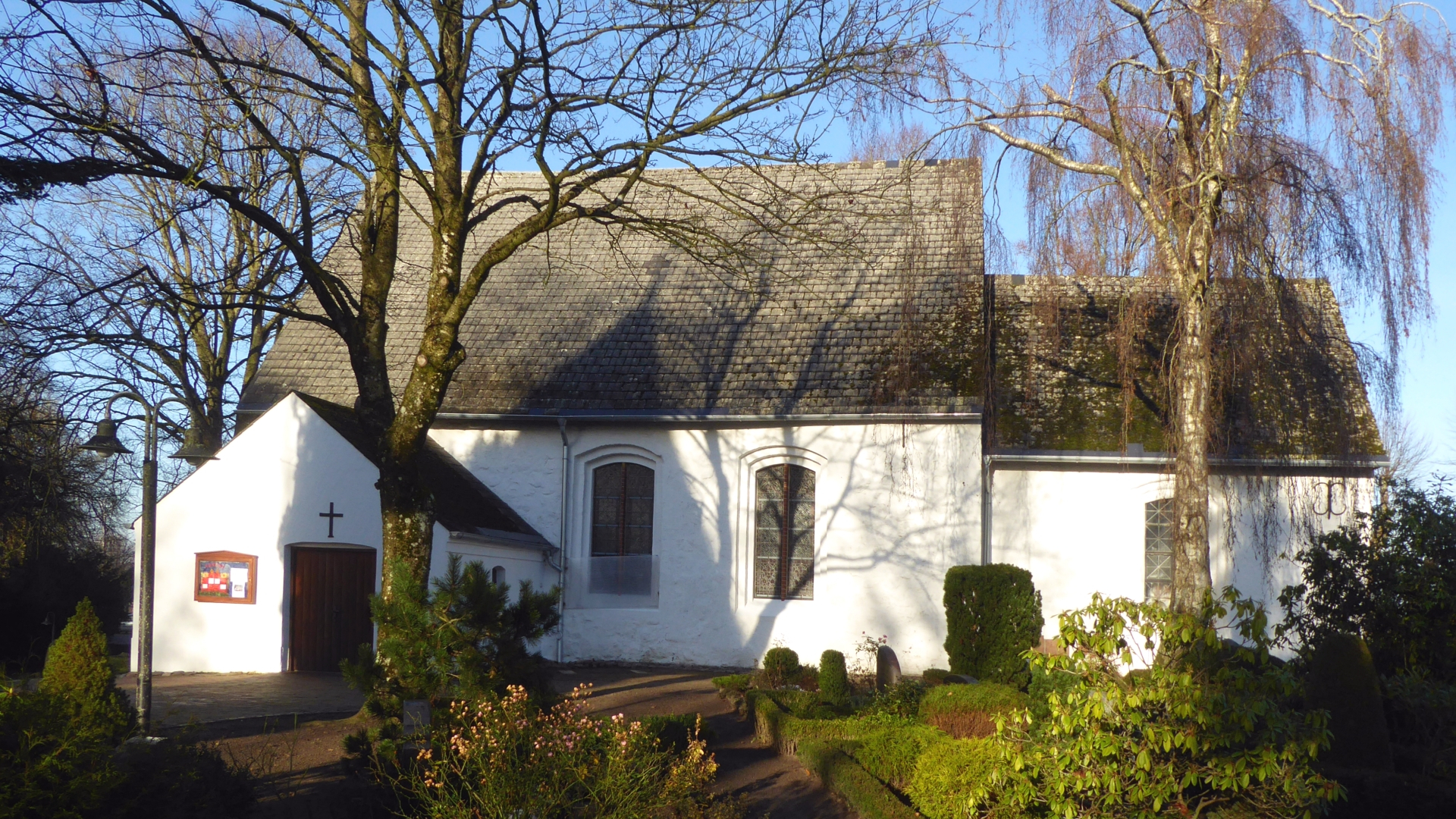
St-Georgs-Kirche aus Feldsteinen mit westseitigem Natursteinquadermauerwerk und ostseitigem Backsteinanbau (Foto 2018)

In der Liste der Kulturdenkmale in Struxdorf stehen die in der Denkmalliste des Landes Schleswig-Holstein eingetragenen Kulturdenkmale. Auf besagter Liste findet als einziges Kulturdenkmal von Struxdorf die St.-Georgs-Kirche. Die Struxdorfer Kirche findet in den Sagen der Kirchen von Esgrus und Uelsby Erwähnung.

## Persönlichkeiten
- Claus Brix (1821–1890), Autor und Dichter
- Hans Christian Brix (1831–1907), dänischer Bildhauer
- Johannes Trahn (1930–2015), Ehrenbürgermeister